# Nigel Bruce
Nigel Bruce (né le 4 février 1895, mort le 8 octobre 1953), est un acteur britannique, connu surtout pour son personnage du Docteur Watson dans la série de films et radio Les Aventures de Sherlock Holmes (avec Basil Rathbone dans le rôle de Sherlock Holmes).

## Filmographie partielle
- 1933 : I Was a Spy de Victor Saville
- 1934 : Channel Crossing de Milton Rosmer
- 1934 : The Lady is Willing de Gilbert Miller
- 1934 : La Soirée de Miss Stanhope (Coming Out Party) de John G. Blystone
- 1934 : Le Ministère des amusements (Stand Up and Cheer!) de Hamilton MacFadden
- 1934 : Murder in Trinidad de Louis King
- 1934 : L'Île au trésor (Treasure Island) de Victor Fleming : Trelawney
- 1934 : Springtime for Henry de Frank Tuttle
- 1934 : Le Mouron rouge ou Le Chevalier de Londres  (The Scarlet Pimpernel) de Harold Young : Le prince de Galles
- 1935 : La Source de feu (She) d'Irving Pichel : Horace Holly
- 1935 : Jalna de John Cromwell
- 1935 : L'Homme qui fait sauter la banque (The Man Who Broke the Bank at Monte Carlo) de Stephen Roberts
- 1935 : Becky Sharp de Rouben Mamoulian : Joseph Sedley
- 1936 : La Charge de la brigade légère (The Charge of the Light Brigade) de Michael Curtiz : Sir Benjamin Warrenton
- 1936 : La Fille du bois maudit (The Trail of the Lonesome Pine) de Henry Hathaway : Thurber
- 1936 : Under Two Flags de Frank Lloyd
- 1936 : L'Ange blanc (The White Angel) de William Dieterle
- 1936 : Suivez votre cœur (Follow Your Heart) d'Aubrey Scotto : Henri Forrester
- 1936 : The Man I Marry de Ralph Murphy
- 1937 : La Fin de Mme Cheyney (The Last of Mrs. Cheyney) de Richard Boleslawski : Lord Willie Winton
- 1938 : La Baronne et son valet (The Baroness and the Butler) de Walter Lang : Major Andros
- 1938 : Kidnapped de Alfred L. Werker
- 1938 : Suez de Allan Dwan
- 1939 : Les Aventures de Sherlock Holmes (The Adventures of Sherlock Holmes) d'Alfred L. Werker : Docteur Watson
- 1939 : Le Chien des Baskerville (The Hound of the Baskerville) de Sidney Lanfield : Docteur Watson
- 1939 : La Mousson (The Rains Came) de Clarence Brown
- 1940 : L'Oiseau bleu (The Blue Bird) de Walter Lang : M. Luxury
- 1940 : La Femme aux brillants (Adventure in Diamonds) de George Fitzmaurice
- 1940 : Rebecca d'Alfred Hitchcock :  Giles Lacy, beau-frère de Maxim
- 1940 : Lillian Russell d'Irving Cummings : William S. Gilbert
- 1940 : Suzanne et ses idées (Susan and God) de George Cukor : Hutchins Stubbs
- 1940 : Une dépêche Reuter (A Dispatch from Reuter's) de William Dieterle : Sir Randolph Persham
- 1941 : Soupçons (Suspicion) d'Alfred Hitchcock : Beaky
- 1941 : Free and Easy de George Sidney : Florian Clemington
- 1941 : Les Trappeurs de l'Hudson (Hudson's Bay) de Irving Pichel : Prince Rupert
- 1941 : Révolte au large (This Woman is Mine) de Frank Lloyd : Duncan MacDougall
- 1943 : Sherlock Holmes et l'Arme secrète (Sherlock Holmes and the secret weapon) de Roy William Neill : Docteur Watson
- 1943 : Sherlock Holmes à Washington (Sherlock Holmes in Washington) de Roy William Neill : Docteur Watson
- 1944 : La Femme aux araignées (The Spider woman) de Roy William Neill : Docteur Watson
- 1944 : La Perle des Borgia (The Pearl of death) de Roy William Neill : Docteur Watson
- 1945 : La Maison de la peur (House of fear) de Roy William Neill : Docteur Watson
- 1945 : La Femme en vert (The woman in green) de Roy William Neill : Docteur Watson
- 1946 : Le Train de la mort (Terror by Night) de Roy William Neill :  : Docteur Watson
- 1946 : La Clef ou Sherlock Holmes et la Clef (Dressed To Kill) de Roy William Neill : Docteur Watson
- 1947 : L'Exilé (The Exile) de Max Ophüls : Sir Edward Hyde
- 1948 : La Belle imprudente (Julia Misbehaves) de Jack Conway : Colonel Bruce Willowbrook dit Bunny
- 1952 : Hongkong (Hongkong) de Lewis R. Foster : Mr Lighton
- 1952 : Bwana le diable (Bwana Devil) d'Arch Oboler : Dr Angus McLean
- 1953 : Les Feux de la rampe (Limelight) de Charlie Chaplin : M. Postant